# 석화 (미크로네시아 연방)

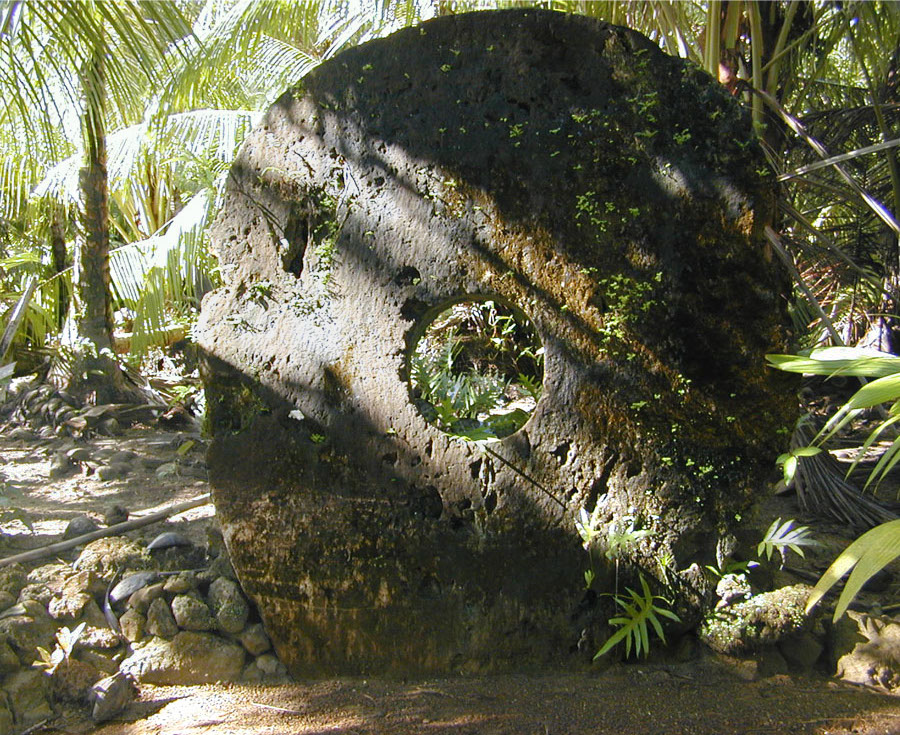
야프섬의 석화

석화(石貨)는 미크로네시아 연방의 야프섬에서 사용된 암석을 가공해 만든 화폐이며, 야프어로는 라이(Rai) 또는 페이(Fei)라고도 한다.
대체로 원 또는 원판 형태에 중앙에 구멍이 나있는 도넛 형태이며, 평균적으로 직경 60cm에서 1m 남짓에 작은 것은 지름 30cm 정도이고 큰 것은 직경 3m 정도이다. 재질은 석회암 또는 방해석이며, 팔라우 및 여타 미크로네시아 연방의 섬에서 채굴되었다.
주 용도는 관혼상제시 주어지는 일종의 의례적 선물이었으며, 작은 것은 가운데 구멍에 막대를 끼워 운반하고 큰 것은 그 자리에 그대로 둔 채 소유권만 이전하는 형식으로 사용되었다.

## 같이 보기
- 벽 (보물)
- 태풍 라이